# Nicomèdia
Nicomèdia (llatí Nicomedeia; grec: Νικομήδεια, Nikomèdia) va ser la capital de Bitínia. Estava situada a la costa nord-est del golf d'Astacos, a la Propòntida.
Lisímac de Tràcia va arrasar o danyar greument la ciutat d'Astacos, al sud-est de la futura Nicomèdia, i l'any 264 aC el rei Nicomedes I de Bitínia va construir la ciutat de Nicomèdia no gaire lluny, a la qual va fer traslladar els habitants d'Astacos, segons Estrabó i Pausànias. Nicomedes la va convertir en la capital del regne i, en poc de temps, va ser una ciutat important, condició que va conservar durant més de sis segles. Plini el Jove, en unes cartes a l'emperador Trajà, parla de diversos edificis públics de la ciutat i diu que tenia l'edifici del senat, un aqüeducte, el fòrum, un temple de Cíbele, unes termes, el gimnàs, les escoles, jardins i altres edificis. Parla d'un gran incendi que va destruir una part de la ciutat. Va rivalitzar amb Nicea per la capitalitat. En parlen Plini el Vell, l'Itinerari d'Antoní i la Taula de Peutinger, que la situen a unes 60 milles romanes de Calcedònia.
Sota l'imperi, emperadors com Dioclecià i Constantí el Gran hi van residir, especialment durant les campanyes contra l'Imperi Part i l'Imperi Persa. Constantí tenia una vila prop de la ciutat anomenada Ancyron, on va morir. Danyada sovint per diversos terratrèmols, els emperadors la van reconstruir. Va tenir el títol de colònia romana segons una inscripció. Ammià Marcel·lí diu que va patir una invasió dels escites. L'orador Libani lamentava la destrucció de les termes, les basíliques, els temples, el gimnàs, les escoles, els jardins públics,i altres edificis, alguns dels quals van ser posteriorment restaurats per Justinià. A la ciutat hi va néixer Flavi Arrià, l'historiador d'Alexandre el Gran, i allà s'hi va suïcidar Hanníbal.
L'any 1329, es va produir la batalla de Pelecà entre els turcs otomans i l'Imperi Romà d'Orient, amb victòria turca. Les conquestes otomanes van continuar el seu curs i Nicomèdia va caure el 1337.